# Cirueches
Cirueches fue un municipio español de la provincia de Guadalajara, desaparecido hoy día. El núcleo, ubicado en el término municipal de Sigüenza, forma parte en la actualidad de una finca privada.

## Historia
Cirueches, que antaño tenía ayuntamiento propio, fue incorporado en el censo de 1857 a Carabias, desaparecido hoy día como municipio e integrado en el de Sigüenza, perteneciente a la provincia de Guadalajara, en la comunidad autónoma de Castilla-La Mancha.
A mediados del siglo XIX contaba con 33 habitantes. Cirueches aparece descrito en el sexto volumen del Diccionario geográfico-estadístico-histórico de España y sus posesiones de Ultramar de Pascual Madoz de la siguiente manera:

CIRUECHES: l. con ayunt. en la prov. de Guadalajara (11 leg.). part. jud. y dióc. de Sigüenza (2), aud. terr. de Madrid (27), c. g. de Castilla la Nueva : sit. en una vega con esposicion al S., cuyos vientos y los del N. le combaten principalmente, su clima es sano : tiene 8 casas, escuela de instruccion primaria, concurrida por 4 alumnos, una fuente de que se surte el vecindario, y una igl. parr. (La transfiguracion del Señor), aneja de la de Carabias. Confina el térm. N. Santamera; E. Carabias; S. Palazuelo, y O. Bujalcayado; dentro de él se encuentran varias fuentes de aguas recias : el terreno es de buena calidad; comprende un monte bien poblado de robles y encinas : caminos, los locales y los que dirigen al Atance y La Olmeda : correo, se recibe y despacha en la adm. de Sigüenza. prod.: trigo puro, cebada, patatas, judias y garbanzos : cria ganado lanar y vacuno ; caza de liebres, conejos y perdices. ind.: la agrícola. comercio: esportacion de frutos sobrantes á los mercados de Sigüenza, donde se surten de los artículos que faltan. pobl.: 10 vec., 33 alm. cap. prod.: 170,560 rs. imp.: 15,350. contr.: 1,134. presupuesto municipal 200 rs., se cubre por reparto entre los vecinos.
(Madoz, 1847, p. 416)

En el pasado tuvo una pequeña explotación salinera. En algún momento el núcleo pasó a ser una finca privada.